# Paphiopedilum tranlienianum
Paphiopedilum tranlienianum — многолетнее травянистое растение семейства Орхидные.
Вид не имеет устоявшегося русского названия.

## Синонимы
По данным Королевских ботанических садов в Кью:
- Paphiopedilum caobangense N.T.Tich, 1999, nom. inval.
- Paphiopedilum tranlienianum f. alboviride O.Gruss, 2005

## Природныеразновидности
По данным Королевских ботанических садов в Кью зарегистрированных разновидностей не имеет.

## Этимология и история описания
Вьетнамское название вида: Lan hài cao bằng.
Китайское название вида: 天伦兜兰 (tian lun dou lan).
Вид описан по экземпляру экспортированному в Германию и зацветшему через месяц после прибытия. Назван в честь вьетнамского поставщика приславшего растение, госпожи Чан Нго Лянь (Tran Ngo Lien).
Во Вьетнаме этот же вид был описан под названием Paphiopedilum caobangense.

## Биологическое описание
Побег симподиального типа, скрыт основаниями 3—6 листьев.
Листья продолговато-ланцетные, глянцевые, равномерно зеленые, до 18 см в длину, 1.4 см в ширину.
Соцветия одноцветковые, очень редко двуцветковые, 10—18 см высотой, зелёные с жёлтым или пурпурно-коричневым опушением.
Цветки до 5.5—6 см в диаметре.
 Парус белый, с пурпурными жилками, 2.5—3.2 на 2.8—3.4 см. Верхушка паруса наклонена вперед.
 Нижний чашелистик бледно-зелёный, яйцевидный, 2.4—2.6 на 1.1—1.8 см.
 Лепестки оливково-зеленые, с шоколадно-коричневыми прожилками, продолговатые, глянцевые, 3—3.4 на 0.7—0.9 см, с сильно волнистым краем. 
 Губа оливково-зеленая, глянцевая, 3.7—3.9 на 1.6 см.

## Ареал, экологические особенности
Эндемик. Центральная часть северного Вьетнама. Очень редок.
Литофит. Широколиственные, вечнозелеными леса на высотах от 400 до 750 метров над уровнем моря.
Цветение: сентябрь — ноябрь.
С ноября по февраль сухой сезон. Диапазон температур: 12—25 °C. Тенистые местообитания.
Относится к числу охраняемых видов (I приложение CITES).

## В культуре
Температурная группа — умеренная.
Посадка в пластиковые и керамические горшки с несколькими дренажными отверстиями на дне, обеспечивающими равномерную просушку субстрата.
Частота полива подбирается таким образом, чтобы субстрат внутри горшка не успевал высохнуть полностью.
Основные компоненты субстрата: см. статью Paphiopedilum.